# 4877 Гумбольдт
4877 Гумбольдт (4877 Humboldt) — астероїд головного поясу, відкритий 25 вересня 1973 року.
Тіссеранів параметр щодо Юпітера — 3,354.